# Козінець (Нижньосілезьке воєводство)
Козінець (пол. Koziniec) — село в Польщі, у гміні Зомбковиці-Шльонські Зомбковицького повіту Нижньосілезького воєводства.
Населення — 159 осіб (2011).
У 1975-1998 роках село належало до Валбжиського воєводства.

## Демографія
Демографічна структура станом на 31 березня 2011 року:
|          | Загалом | Допрацездатний вік | Працездатний вік | Постпрацездатний вік |
| -------- | ------- | ------------------ | ---------------- | -------------------- |
| Чоловіки | 74      | 12                 | 60               | 2                    |
| Жінки    | 85      | 16                 | 57               | 12                   |
| Разом    | 159     | 28                 | 117              | 14                   |